# 흡음
흡음(absorption)은 소리를 마주칠 때 흡음재, 구조물 등이 소리 에너지를 가져가는 과정이다. 이는 에너지를 반사시키는 것과는 반대되는 용어이다. 흡음 에너지의 일부는 열로 발산되며 일부는 흡음체를 통해 전달된다. 열로 전달되는 에너지는 소실되는 것으로 간주된다.
흡수되는 소리의 일부는 두 매체의 음향 임피던스에 의해 관리되며 주파수와 입사각의 기능이다. 파장과 상호작용하여 정상파, 회절 등 파동으로 커지는 경우 크기와 모양은 음파에 영향을 줄 수 있다.

## 응용 분야
- 방음
- 녹음과 재생
- 스피커 디자인
- 건축음향학
- 소나
- 방음벽

## 같이 보기
- 방음
- 무향실
- 음향 임피던스